# Distretto di Pleszew
Il distretto di Pleszew (in polacco powiat pleszewski) è un distretto polacco appartenente al voivodato della Grande Polonia.

## Geografia antropica

### Suddivisioni amministrative
Il distretto comprende 6 comuni.
- Comuni urbano-rurali: Pleszew
- Comuni rurali: Chocz, Czermin, Dobrzyca, Gizałki, Gołuchów